# Пальяска (провинция)
Пальяска (исп. Provincia de Pallasca, кечуа Pallasqa pruwinsya) — одна из 20 провинций перуанского региона Анкаш. Площадь составляет 2 101,21 км². Население по данным на 2007 год — 29 454 человека. Плотность населения — 14,02 чел/км². Столица — город Кабана.

## География
Расположена в северной части региона. Граничит с провинциями: Коронго и Сиуас (на юге), Санта (на юго-западе), а также с регионом Ла-Либертад (на севере, западе и востоке).

## Административное деление
В административном отношении делится на 11 районов:
- Кабана
- Болоньеси
- Кончукос
- Уакасчуке
- Уандоваль
- Лакабамба
- Льяпо
- Пальяска
- Пампас
- Санта-Роса
- Таука